# Aloe eylesii
Aloe eylesii é uma espécie de liliopsida do gênero Aloe, pertencente à família Asphodelaceae.